# Quine (informática)
Em informática, um quine é um programa que produz seu código fonte como sua saída única, ou seja, a resultado de um programa quine é o próprio código fonte do programa. Por diversão, alguns hackers tentam desenvolver programas quine o mais curtos possíveis, já que pode ser feito um quine em qualquer linguagem de programação.

## História
Os quines se chamam assim por Willard Van Orman Quine, que fez um estudo extensivo de autoreferência indireta e sugeriu um caso famoso de paradoxo sem autoreferência direta.
A ideia do primeiro "quine" apareceu no livro "Computer Recreations; Self-Reproducing Automata" 
de Bratley, Paul e Jean Millo, Editora Practice & Experience, Vol. 2 (1972). pág. 397-400. 
Bratley foi o primeiro a se interessar por programas que se auto-reproduziam após ter sabido 
primeiramente tal programa escrito em linguagem Atlas Autocode da Universidade de Edimburgo, Escócia na década de 1960 pelo professor e investigador Hamish Dewar.

## Construindo um Quine
Um quine pode ser escrito em diversas linguagens de programação, por exemplo, em linguagem C:
```
char
*
f
=
"char*f=%c%s%c;main() {printf(f,34,f,34,10);}%c"
;
main
()
 
{
printf
(
f
,
34
,
f
,
34
,
10
);}

```

Em linguagem Python:
```
d
 
=
 
[
'd = '
,
 
'd[0] = d[0] + repr(d)'
,
 
'for i in d: print i'
]

d
[
0
]
 
=
 
d
[
0
]
 
+
 
repr
(
d
)

for
 
i
 
in
 
d
:
 
print
 
i

```

Ou mais curto:
```
a
=
'a=
%r
;print a
%%
a'
;
print
 
a
%
a

```

Em linguagem Perl:
```
$a
=
'$a=%c%s%c;printf($a,39,$a,39,10);%c'
;
printf
(
$a
,
39
,
$a
,
39
,
10
);

```

Em linguagem Javascript:
```
unescape
(
q
=
"unescape(q=%22*%22).replace('*',q)"
).
replace
(
'*'
,
q
)

```

Em linguagem Tcl:
```
proc
 
Quine
 
{}
 
{

    
set
 
n
 
[
lindex
 
[
info
 
level
 
0
]
 
0
]

    
append
 
s
 
[
list
 
proc
 
$n
 
[
info
 
args
 
$n
]
 
[
info
 
body
 
$n
]]
 
\
n
 
[
list
 
$n
]

    
puts
 
$s

  
}

  
Quine

```